# Andrej Arsjavin

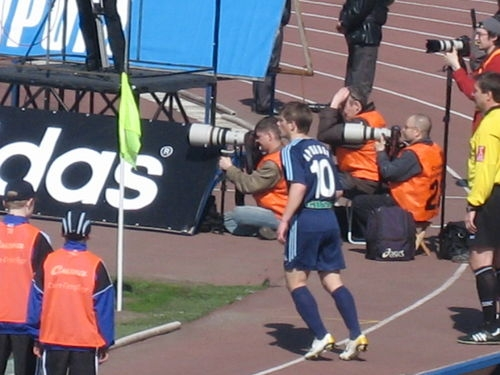
Arsjavin neemt een hoekschop (30 april 2007)

Andrej Sergejevitsj Arsjavin (Russisch: Андрей Сергеевич Аршавин) (Leningrad, 29 mei 1981) is een voormalig Russisch profvoetballer die doorgaans als schaduwspits speelde. In maart 2016 tekende hij een contract tot december 2016 bij Kairat Almaty, dat hem transfervrij overnam van Koeban Krasnodar. Arsjavin debuteerde in 2002 in het Russisch voetbalelftal. Op 3 december 2018 kondigde hij aan te stoppen als profvoetballer.

## Carrière
Arsjavin voltooide de Smena-voetbalschool en speelde in 1999 en 2000 voor het farm team van Zenit, Zenit-2 (sinds 2004 een onafhankelijke club) in de Russische Tweede Divisie. Vervolgens werd hij in 2000 opgenomen in het team van Zenit zelf, waarbij hij op verschillende plaatsen speelde. Hij begon te spelen als rechtermiddenvelder, vervolgens als aanvallende middenvelder en uiteindelijk in de rol van tweede spits, waarbij hij op de vleugels speelde of achter een targetman. Met name vanwege zijn prestaties als vleugelspeler, spelmaker en spits won hij de Premjer-Liga-prijs voor speler van het seizoen.
In 2007 leidde Arsjavin zijn Zenit naar de landstitel, waarbij hij tijdens alle 30 wedstrijden werd opgesteld en 10 doelpunten scoorde en 11 assists verleende. Het was de eerste titel voor Zenit sinds de overwinning van 1984 in de hoogste divisie van de Sovjet-Unie.
Nadat Arsjavin in het seizoen 2008/2009 een contract tekende voor Arsenal, viel hij op door zijn snelheid. Op 21 april 2009 maakte hij vier doelpunten tegen Liverpool. In 2012 werd Arsjavin voor een half jaar aan Zenit verhuurd, waarna hij definitief werd overgenomen van Arsenal. Na twee jaar voor Zenit te hebben gespeeld, vertrok hij transfervrij naar Koeban Krasnodar. Deze club liet hij echter binnen een jaar al achter zich, toen hij op 18 maart 2016 transfervrij overstapte naar het Kazachse Kairat Almaty.
Arsjavin heeft de UEFA-managmentopleiding Executive Master for International Players (MIP) gedaan.

## Interlandcarrière
Op 17 mei 2002 maakte Arsjavin zijn debuut in het Russisch voetbalelftal tijdens een wedstrijd tegen Wit-Rusland. Zijn eerste doelpunt viel tijdens een vriendschappelijke wedstrijd tegen Roemenië op 13 februari 2003. Sindsdien heeft hij gescoord tijdens elke competitie waaraan Rusland heeft deelgenomen. Tijdens het kwalificatieduel tegen Estland voor het EK 2008 was hij de aanvoerder van het Russisch voetbalelftal, dat zich wist te kwalificeren.

### EK 2008
Tijdens het EK 2008 werd Arsjavin door bondscoach Guus Hiddink opgenomen in het basiselftal, ondanks het feit dat hij de eerste twee groepswedstrijden geschorst was. In de derde wedstrijd tegen Zweden werd hij echter wel opgesteld en scoorde hij de 2-0, waarmee hij bijdroeg aan plaatsing voor de kwartfinales.
In de kwartfinale tegen Nederland scoorde Arsjavin laat in de verlenging de 3-1, waardoor Rusland zich plaatste voor de halve finale. Daarin werd met 3-0 verloren van de latere kampioen Spanje. Dankzij deze goal en een assist kreeg hij de man of the match-onderscheiding.

## Clubstatistieken
| Seizoen   | Club                    | Wed. (dlp.) |
| --------- | ----------------------- | ----------- |
| 2000      | Zenit Sint-Petersburg   | 10 (2)      |
| 2001      | Zenit Sint-Petersburg   | 29 (4)      |
| 2002      | Zenit Sint-Petersburg   | 30 (4)      |
| 2003      | Zenit Sint-Petersburg   | 27 (5)      |
| 2004      | Zenit Sint-Petersburg   | 26 (5)      |
| 2005      | Zenit Sint-Petersburg   | 29 (9)      |
| 2006      | Zenit Sint-Petersburg   | 28 (7)      |
| 2007      | Zenit Sint-Petersburg   | 30 (9)      |
| 2008      | Zenit Sint-Petersburg   | 27 (6)      |
| 2008/2009 | Arsenal                 | 12 (6)      |
| 2009/2010 | Arsenal                 | 30 (10)     |
| 2010/2011 | Arsenal                 | 37 (6)      |
| 2011/2012 | Arsenal                 | 19 (1)      |
| 2012      | → Zenit Sint-Petersburg | 10 (3)      |
| 2012/13   | Arsenal                 | 7 (0)       |
| 2013/14   | Zenit Sint-Petersburg   | 21 (2)      |
| 2014/15   | Zenit Sint-Petersburg   | 14 (1)      |
| 2015/16   | Koeban Krasnodar        | 8 (0)       |
| 2016      | Kairat Almaty           | 28 (8)      |
| 2017      | Kairat Almaty           | 25 (7)      |
| 2018      | Kairat Almaty           | 31 (9)      |

## Erelijst
| Competitie                 | Aantal                | Jaren                  |                       |                       |
| Zenit Sint-Petersburg      | Zenit Sint-Petersburg | Zenit Sint-Petersburg  | Zenit Sint-Petersburg | Zenit Sint-Petersburg |
| -------------------------- | --------------------- | ---------------------- | --------------------- | --------------------- |
| Continentaal               |                       |                        |                       |                       |
| UEFA Cup                   | 1×                    | 2007/08                |                       |                       |
| UEFA Super Cup             | 1×                    | 2008                   |                       |                       |
| Nationaal                  |                       |                        |                       |                       |
| Premjer-Liga               | 3×                    | 2007, 2011/12, 2014/15 |                       |                       |
| Russische Supercup         | 1×                    | 2008                   |                       |                       |
| Russische Eredivisie-beker | 1×                    | 2003                   |                       |                       |
| Kairat Almaty              |                       |                        |                       |                       |
| Beker van Kazachstan       | 2×                    | 2017, 2018             |                       |                       |
| Kazachse Supercup          | 1×                    | 2017                   |                       |                       |